# Грінсборо (Вермонт)
Грінсборо (англ. Greensboro) — місто (англ. town) в США, в окрузі Орлінс штату Вермонт. Населення — 811 особа (2020).

## Демографія
Згідно з переписом 2010 року, у місті мешкали 762 особи в 329 домогосподарствах у складі 202 родин. Було 762 помешкання
Расовий склад населення:
| - 96,7 % — білих - 0,8 % — чорних або афроамериканців - 0,3 % — азіатів - 0,1 % — корінних американців |

До двох чи більше рас належало 2,0 %. Частка іспаномовних становила 1,3 % від усіх жителів.
За віковим діапазоном населення розподілялося таким чином: 19,4 % — особи молодші 18 років, 57,4 % — особи у віці 18—64 років, 23,2 % — особи у віці 65 років та старші. Медіана віку мешканця становила 51,3 року. На 100 осіб жіночої статі у місті припадало 91,0 чоловіків;  на 100 жінок у віці від 18 років та старших — 87,8 чоловіків також старших 18 років.
Середній дохід на одне домашнє господарство  становив 78 401 долар США (медіана — 63 750), а середній дохід на одну сім'ю — 79 878 доларів (медіана — 67 045). Медіана доходів становила 42 159 доларів для чоловіків та 43 173 долари для жінок. За межею бідності перебувало 7,4 % осіб, у тому числі 3,6 % дітей у віці до 18 років та 7,8 % осіб у віці 65 років та старших.
Цивільне працевлаштоване населення становило 342 особи. Основні галузі зайнятості: освіта, охорона здоров'я та соціальна допомога — 20,2 %, виробництво — 13,2 %, сільське господарство, лісництво, риболовля — 12,3 %.